# Walter Max Zimmermann
Walter Max Zimmermann (Walldürn, 9 maggio 1892 – Tubinga, 30 giugno 1980) è stato un biologo e botanico tedesco.

## Biografia
Nel 1910, Zimmermann iniziò a studiare Biologia presso l'Università di Karlsruhe, per poi trasferirsi nel 1911 presso l'Università di Friburgo in Brisgovia.
Nel 1912 cambiò nuovamente, trasferendosi prima alla Wilhelm Friedrich Universität di Berlino e poi all'Università di Monaco di Baviera.
A Monaco di Baviera, frequentò, tra le altre, le lezioni di Richard Hertwig, Karl von Frisch, Gustav Hegi e Otto Renner.
Dal 1913, dopo il servizio militare, si iscrizze nuovamente presso l'Università di Friburgo. Insegnanti influenti lì furono Franz Theodor Doflein e Alfred Kühn, nonché successivamente il suo tutore di dottorato Friedrich Oltmanns.
A partire dal 1925, Zimmermann divenne professore privato presso la Università di Tubinga e nel 1929 fu nominato professore associato.
Nel periodo nazista, dal 1934 appartenne alla Federazione degli insegnanti nazionalsocialisti.
Nel 1938 pubblicò la prima versione del suo libro Vererbung "erworbener Eigenschaften" und Auslese riveduto nel 1969.
Zimmermann sostenne le leggi razziali di Norimberga e fu a favore della sterilizzazione.
In aggiunta al suo lavoro di insegnante, divenne un referente per la filogenesi della rivista Der Biologe, che nel 1939 fu acquisita dalle SS-Ahnenerbe.
Zimmerman insegnò Botanica all'Università di Tubinga dal 1930 al 1960.
Oltre ai suoi incarichi di docente universitario, Zimmermann dal 1946 fu anche Commissario di Stato per la conservazione della natura e gestione del paesaggio nell'ex Stato del Württemberg-Hohenzollern e, dal 1952, commissario distrettuale per la conservazione della natura nel distretto del Sud Württemberg-Hohenzollern.
Nel 1954 divenne Direttore dell'Istituto di Botanica Applicata a Tubinga. Nel 1960 divenne professore emerito.
Morì a Tubinga nel 1980.
Il principale campo di ricerca di Zimmermann fu la filogenesi delle piante.
Egli fu il fondatore della teoria dei telomi, con cui descrisse che la filogenesi delle  piante terrestri superiori è strutturata nei tre sistemi organici primari (radice, asse dello stelo e foglia).

## Premi
- Membro Onorario della Società Zoologico-Botanica di Vienna[2]
- Membro Onorario della Associazione dei Biologi Tedeschi[2]
- Medaglia Serge von Bubnoff della Società Geologica della DDR (1961)[2]

## Opere principali
- Die Phylogenie der Pflanzen. 1930.
- Geschichte der Pflanzen. 1949.
- Evolution. Die Geschichte ihrer Probleme und Erkenntnisse. (Orbis academicus Band II/3) Verlag Karl Alber, Freiburg / München 1953. ISBN 3-495-44108-5.
- Die Phylogenie der Pflanzen. 2. Auflage. 1959.
- mit Dieter Peter Baur: Der Federsee. 1961.
- Die Telomtheorie. 1965.* A. Cronquist, A. Takhtajan, W. Zimmermann, On the higher taxa of Embryobionta, Taxon 15: 129–134 (1966).
- Evolution und Naturphilosophie. 1968.
- Vererbung "erworbener Eigenschaften" und Auslese. 2.Auflage. 1969.
- Evolución vegetal. 1976.